# Antonio Raquiza
Antonio Valentin Raquiza (Piddig, 29 febbraio 1908 – 24 dicembre 1999) è stato un politico filippino.

## Biografia
Figlio di Canuto Raquiza e Benilda Valentín, nacque a Piddig il 29 febbraio 1908. Studiò giurisprudenza presso l'Università delle Filippine.
Entrò in politica nel 1949 venendo eletto alla Camera dei rappresentanti per il secondo distretto di Ilocos Norte, cairca che ricoprì sino al 1955 e nuovamente dal 1957 al 1966. La sua seconda permanenza come deputato fu interrotta dalla sua nomina a Segretario delle infrastrutture da parte del Presidente Marcos il 24 agosto 1966. Sostituito nel novembre 1968 dal Governatore di Cebu Espina, tra il 1978 e il 1986 tornò nello scenario politico del paese come membro dell'Assemblea Nazionale Regolare (Batasang Pambansa) – inizialmente dalla Regione nº 1 e poi solamente da Ilocos Norte assieme alla First Lady Imelda.
Alleato della precedente amministrazione, a seguito della rivoluzione del Rosario si ritirò a vita privata. Morì il 24 dicembre 1999 all'età di 91 anni e fu sepolto al Cimitero degli eroi di Taguig.
Fu sposato con Pacita Torres Katigbak.